# Риволта д’Ада
Риволта д'Ада (итал. Rivolta d'Adda) је насеље у Италији у округу Кремона, региону Ломбардија.
Према процени из 2011. у насељу је живело 7154 становника. Насеље се налази на надморској висини од 105 м.

## Становништво
Према резултатима пописа становништва 2011. у општини је живело 7.918 становника.
| 1931. | 1936. | 1951. | 1961. | 1971. | 1981. | 1991. | 2001. | 2011. |
| ----- | ----- | ----- | ----- | ----- | ----- | ----- | ----- | ----- |
| 6.391 | 6.282 | 6.554 | 6.470 | 6.820 | 7.101 | 7.056 | 7.012 | 7.918 |